# Gross Pankow (Prignitz)
Gross Pankow (Prignitz), med tysk stavning: Groß Pankow (Prignitz), är en ort och kommun i Tyskland, belägen i Landkreis Prignitz i förbundslandet Brandenburg, omkring 15 km öster om Perleberg och 125 km nordväst om Berlin. Kommunen bildades i sin nuvarande form 31 december 2002, då 14 tidigare kommuner i det dåvarande Amt Gross Pankow/Prignitz slogs ihop till en ny kommun med Gross Pankow som huvudort.